# Крушение (сборник)
«Крушение» (англ. The Crack-Up) — первый посмертный и пятый в библиографии сборник произведений американского писателя Фрэнсиса Скотта Фицджеральда, впервые опубликованный в 1945 года издательством New Directions. Сборник состоит из 10 эссе, 21 записки из записных книжек, отредактированных Эдмундом Уилсоном, собрания писем к друзьям и дочери, 5 писем от таких литераторов, как Гертруда Стайн, Эдит Уортон, Т. С. Элиот, Джон Дос Пассос и Томас Вулф, трёх эссе от Пола Розенфельда, Гленуэй Уэскотт и Джона Дос Пассоса и двух стихотворений от Джона Пил Бишопа и Эдмунда Уилсона. 

## Содержание сборника
|               | №  | №  | Название                                                                    | Оригинальное название                                                                      | Первая публикация                   | Прим. |
| ------------- | -- | -- | --------------------------------------------------------------------------- | ------------------------------------------------------------------------------------------ | ----------------------------------- | --- |
| Эссе          | 1  | 1  | Отзвуки Века Джаза                                                          | Echoes of the Jazz Age                                                                     | 1931, ноябрь – Scribner's Magazine  | Другое название «Эхо века джаза»                                                                                            |
| Эссе          | 2  | 2  | Мой невозвратный город                                                      | My Lost City                                                                               | Написано в 1935-1936 гг.            | |
| Эссе          | 3  | 3  | Ринг                                                                        | Ring                                                                                       | Написано в 1933 году                | Другое название «Ринг Ларднер»                                                                                              |
| Эссе          | 4  | 4  | "Приводите мистера и миссис Ф. в номер..."                                  | "Show Mr. and Mrs. F. to Number..."                                                        | Написано в 1934 году                | Также входит в сборник его жены Зельды «The Collected Writings» (1991)                                                      |
| Эссе          | 5  | 5  | Аукцион образца 1934 года                                                   | Auction — Model 1934                                                                       | 1934, июль – Esquire                | - Отредактировано Фицджеральдом, написано его женой Зельдой - Входит также в сборник Зельды «The Collected Writings» (1991) |
| Эссе          | 6  | 6  | Засыпая и пробуждаясь                                                       | Sleeping and Waking                                                                        | Написано в 1934 году                | |
| Эссе          | 7  | 7  | Крушение                                                                    | The Crack-Up                                                                               | 1936, февраль – Esquire             | |
| Эссе          | 8  | 8  | Осторожно! Стекло!                                                          | Handle with Care                                                                           | 1936, апрель – Esquire              | |
| Эссе          | 9  | 9  | Склеивая осколки                                                            | Pasting It Together                                                                        | 1936, март – Esquire                | |
| Эссе          | 10 | 10 | Ранний успех                                                                | Early Success                                                                              | Написано в 1937 году                | |
| Записки       | 11 | 1  | Анекдоты                                                                    | Anecdotes                                                                                  | Здесь                               | |
| Записки       | 11 | 2  | Яркие газетные вырезки                                                      | Bright Clippings                                                                           | Здесь                               | |
| Записки       | 11 | 3  | Разговор и услышанное                                                       | Conversation and Things Overheard                                                          | Здесь                               | |
| Записки       | 11 | 4  | Описание вещей и атмосферы                                                  | Descriptions of Things and Atmosphere                                                      | Здесь                               | |
| Записки       | 11 | 5  | Эпиграммы, остроумие и шутки                                                | Epigrams, Wisecrack and Jokes                                                              | Здесь                               | |
| Записки       | 11 | 6  | Чувства и эмоции (без девушек)                                              | Feelings and Emotions (without Girls)                                                      | Здесь                               | |
| Записки       | 11 | 7  | Описания девушек                                                            | Descriptions of Girls                                                                      | Здесь                               | |
| Записки       | 11 | 8  | Описание человечества (физическое)                                          | Descriptions of Humanity (Physical)                                                        | Здесь                               | |
| Записки       | 11 | 9  | Идеалы                                                                      | Ideals                                                                                     | Здесь                               | |
| Записки       | 11 | 10 | Звоны и песни                                                               | Jingles and Songs                                                                          | Здесь                               | |
| Записки       | 11 | 11 | Персонажи                                                                   | Karacters                                                                                  | Здесь                               | |
| Записки       | 11 | 12 | Литературный                                                                | Literary                                                                                   | Здесь                               | |
| Записки       | 11 | 13 | Моменты (что делают люди)                                                   | Moments (What People Do)                                                                   | Здесь                               | |
| Записки       | 11 | 14 | Ерунда и случайные фразы                                                    | Nonsense and Stray Phrases                                                                 | Здесь                               | |
| Записки       | 11 | 15 | Наблюдения                                                                  | Observations                                                                               | Здесь                               | |
| Записки       | 11 | 16 | Грубый материал                                                             | Rough Stuff                                                                                | Здесь                               | |
| Записки       | 11 | 17 | Сцены и ситуации                                                            | Scenes and Situations                                                                      | Здесь                               | |
| Записки       | 11 | 18 | Титулы                                                                      | Titles                                                                                     | Здесь                               | |
| Записки       | 11 | 19 | Неклассифицированный                                                        | Unclassified                                                                               | Здесь                               | |
| Записки       | 11 | 20 | Народный                                                                    | Vernacular                                                                                 | Здесь                               | |
| Записки       | 11 | 21 | Молодежь и армия                                                            | Youth and Army                                                                             | Здесь                               | |
| Письма        | 12 | 12 | Письма друзьям                                                              | Letters to Friends                                                                         | Здесь                               | |
| Письма        | 13 | 13 | Письма к Фрэнсис Скотт Фицджеральд                                          | Letters to Frances Scott Fitzgerald                                                        | Здесь                               | |
| Письма        | 14 | 14 | Три письма о «Великом Гэтсби» от Гертруды Стайн, Эдит Уортон и Т. С. Элиота | Three Letters About "The Great Gatsby" from Gertrude Stein, Edith Wharton, and T. S. Eliot | Здесь                               | |
| Письма        | 15 | 15 | Письмо от Джона Дос Пассоса                                                 | A Letter from John Dos Passos                                                              | Здесь                               | |
| Письма        | 16 | 16 | Письмо от Томаса Вулфа                                                      | A Letter from Thomas Wolfe                                                                 | Здесь                               | |
| Эссе          | 17 | 17 | "Ф. Скотт Фицджеральд" Автор – Пол Розенфельд                               | F. Scott Fitzgerald by Paul Rosenfeld                                                      | 1925, 14 февраля                    | |
| Эссе          | 18 | 18 | Мораль Скотта Фицджеральда Автор – Гленуэй Уэскотт                          | The Moral of Scott Fitzgerald by Glenway Wescott                                           | 1941, 17 февраля – The New Republic | Эссе было опубликовано вскоре после смерти Фицджеральда                                                                     |
| Эссе          | 19 | 19 | Заметка о Фицджеральде Автор – Джон Дос Пассос                              | A Note on Fitzgerald by John Dos Passos                                                    |                                     | |
| Стихотворения | 20 | 20 | Часы Автор – Джон Пил Бишоп                                                 | The hours by John Peale Bishop                                                             |                                     | |
| Стихотворения | 21 | 21 | Посвящение Автор – Эдмунд Уилсон                                            | Dedication by Edmund Wilson                                                                | 1942, февраль                       | |

## Восприятие
Эссе после первой публикации были плохо приняты, и многие рецензенты открыто критиковали их. Но со временем отношение к ним улучшилось, что свойственно многим произведениям Фицджеральда, и этот сборник стал его посмертным откровением.
Философ Жиль Делёз перенял у Фицджеральда термин «crack-up» для обозначения собственной интерпретации инстинкта смерти Фрейда.

## Издания на русском языке
Полностью на русском языке сборник не издавался: только некоторые произведения из него в разных изданиях.